# كراتوس (أسطورة)
كِرَاتُوسُ أَو قِرَاطُوسُa (باللغة اللاتينية: Cratos أو Cratus) و (باللغة الإغريقية: Κράτος)، يُعدّ في الميثولوجيا الإغريقية إله القّوة والقدرة. والده الجبّار فَالَاسُ وأمّه الإلهةُ إِسْتِيكْسُ، ولإله القوة ثلاثةُ أشقّاءٍ، أوّلهم نِيكه (إلهة النصر) وثانيهم بِيَا (إلهةُ العنف) وآخرهم زِلُوسُ (شيطان الحماسة والاندفاع)، وجوهرُ كلِّ واحدٍ من هؤلاء الأربع هو أنّهم تجسيداتٌ لفكرةٍ أو شيءٍ ما.
وقد جاء ذكرُ قِرَاطُوسَ وأشقّائه في قصيدة ثيوغونيا للشّاعر هِسْيُودَ، وهذا أوّل ذكرٍ لهم. وفي أسطر القصيدة سالفة الذّكر، أشار هِسْيُودُ إلى أنّ قِرَاطُوسَ وأشقّاءه يمكثون عند أبيهم زِيُوسَ؛ فقد التمست أمُّهم إِسْتِيكْسُ مِن زِيُوسَ مكانةً مرموقة تحت ظلّ حكمه (باعتباره أب الآلهة الإغريقية)، فشرّفها بتحقيق طلبها وأغدق عليها ووُلْدِها من سلطانه فوهب لكلّ منهم حظوةً عظيمةَ الشّأن.
واشتهر قِرَاطُوسُ وشقيقته بِيَا بظهورهما في المشهد الافتتاحيّ لمسرحية بِرُومِثْيُوسَ فِي الأَغْلَالِ لكاتبها إِسْخِيلُوسَ، حيث صُوِّرَا على أنّهما يعملان تحت إمرة زِيُوسَ، وبأمرٍ من الأخير، يقوم الشقيقان بأسر الجبّار بِرُومِثْيُوسَ على المسرح. فقِراطُوسُ أجبر إله الصنعة والحرفة هِيفَيْسِتَ، الذي يتميز بدماثة أخلاقه، أن يُصْفِدَ بِرُومِثْيُوسَ إلى صخرةٍ عقابًا له على سرقته النّار للبشريّة.

## الاسم
يعني قراطوس في اللغة الإغريقية القوّة والقدرةَ والسلطة والحكمَ، وقد رُكّب هذا الاسم لاحقةً مع كلماتٍ أخرى ليكوّن كلماتٍ وأسماء تتعلق بالحكم والسلطة، نحو: ديمقراطية، وثيوقراطية، وأوتوقراطية، وبيروقراطية.

## الأدب والفن اليوناني القديم

### ثيوغونيا
ذُكِرَ كراتوس (العُنف أو السُلطان أو القوة والسلطة أو القُدرة) وإخوته لأول مرة في قصيدة ثيوغونيا التي ألفها الشاعر البويطي هسيودوس في أواخر القرن الثامن أو أوائل القرن السابع قبل الميلاد. يقول هسيود: "وانضمت ستيكس ابنة أوقيانوس إلى بالاس وأنجبت زلوس [الإنجليزية] (الاستبسال أو الحسد أو المُنافسة) ونيكه أو نايك (النصر) في المنزل. كما أنجبت أطفالا رائعين وهُما كراتوس (القوة) وبيـا [الإنجليزية] (العُنف أو القوَّة). إنَّ هؤلاء ليس لديهم منزل باستثناء زيوس، ولا أي مأوى ولا سبيل إلا الذي يقودهم من خلاله الإله، ومع ذلك، فهم يسكنون على الدوام رفقة زيوس ذو الرعد المُدوي. هنا، تم ذكر كراتوس على أنه تجريد مؤلَّه مع القليل من التطوير أو التفسير. يمضي هسيود في الشرح حيث يذكر إنَّ السبب في السماح لأطفال ستيكس بالسكن مع زيوس هو أن زيوس قد أصدر مرسوماً بعد الحرب العُظمى أو حرب الجبابرة بأن جميع أولئك الذين لم يشغلوا مناصب تحت حكم كرونوس سيحصلون على مناصب في نظامه. وبحسب ديانا بيرتون، فإنَّ تغيير ولاء ستيكس وزلوس ونيك وكراتوس وبيا سيضمن انتصار زيوس الحتمي على الجبابرة. في حين أن الإلهات دايك [الإنجليزية] ("العدالة")، ويونوميا [الإنجليزية] (القانون الحَسَن)، وأيرينه ("السلام") يُعتبرن ميزة حكم زيوس، ويمثل كراتوس وإخوته العمل اللازم لبناء هذا النظام.

### بروميثيوس مغلولًا

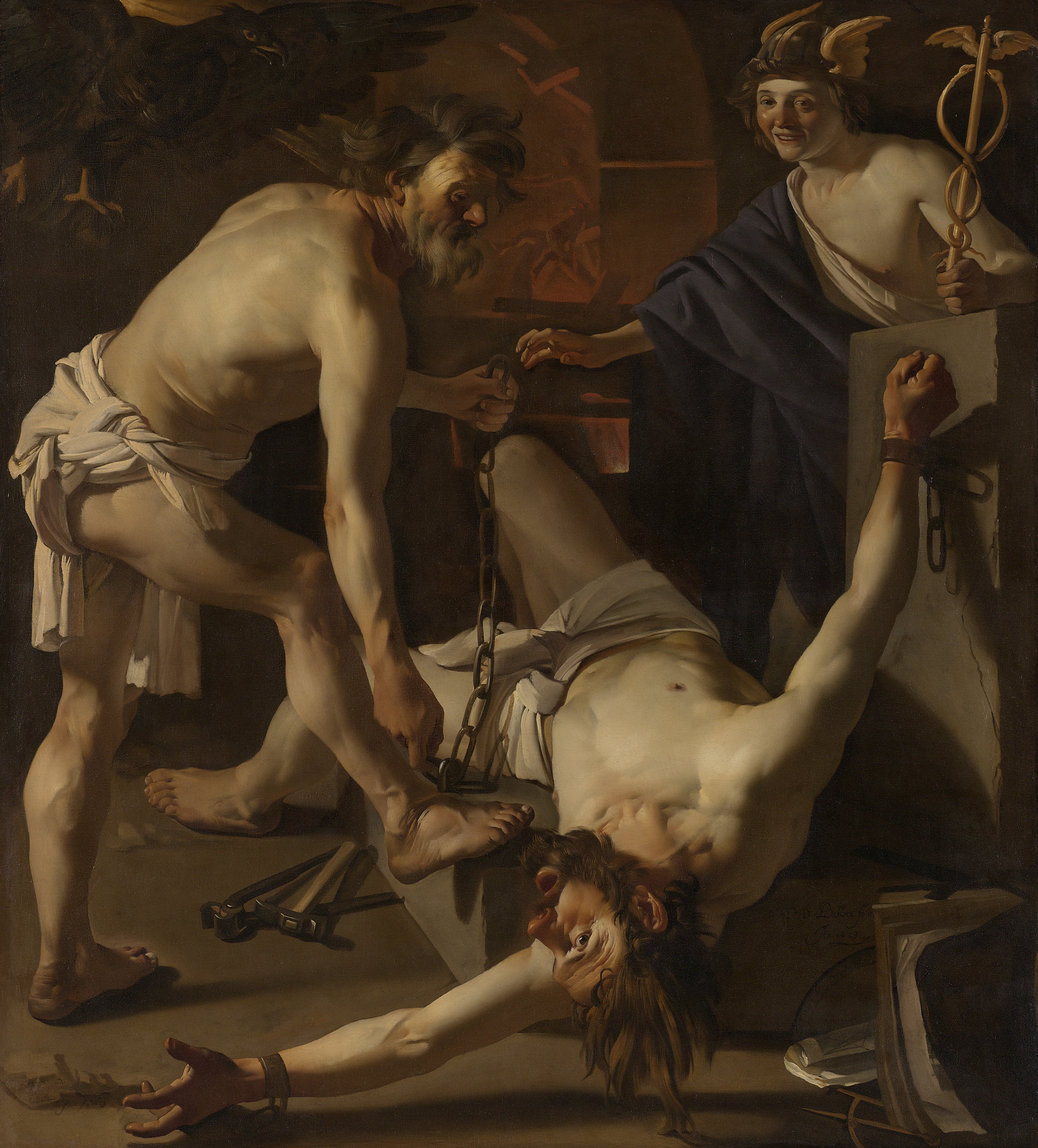
لوحة زيتية رسمها دريك فان بابورين عام 1632 م تصوّر برومثيوس وهو يقيد على يدي هيفيست.

في المشهد الافتتاحي لمأساة بروميثيوس في الأغلال، التي تُنسب تقليديًا إلى إسخيلوس، اقتاد كراتوس وشقيقته بيا بروميثيوس إلى مكان بعيد في البرية السكيثية، حيث سيُقيداه بالسلاسل إلى نتوء صخري. أمر القيام بذلك كان من قبل زيوس نفسه وصُوِّر كراتوس وبيا على أنهما تجسيد لنظام زيوس الجديد. يشير وجود كراتوسو وبيا فقط وغياب نيكه وزلوس عن المشهد إلى الصورة الاستبدادية لزيوس التي صورتها المسرحية، حيث يمثل كراتوس وبيا الجوانب الأكثر استبدادًا للسلطة. ويمثل كراتوس على وجه الخصوص ما يسميه إيان روفيل «سَّفَّاح أو دمويٌّ من النوع غير المعقد الذي تقدم له الأنظمة الاستبدادية فرص عمل لا حصر لها». إنه يفرض سلطة زيوس من خلال الوحشية الجسدية والقسوة. أمَّا بيا، على الرغم من وجودها في المشهد، فليس لديها أي خُططٍ؛ إذ الكلمة الفصل لكراتوس وحده.
يجبر كراتوس إله الحدادة المعتدل هيفايستوس على تقييد بروميثيوس بالجبل، على الرغم من تردد واعتراض هيفايستوس على ذلك. يأسف هيفايستوس على معاناة بروميثيوس المستقبلية، مما دفع كراتوس للسخرية منه. يساوي كراتوس بين سيادة القانون والحكم عن طريق الخوف ويدين الشفقة باعتبارها مضيعة للوقت بلا معنى. يتفق هيفايستوس وكراتوس على أن زيوس «جائر». يعتبر كراتوس العدالة كنظام التسلسل الهرمي الكوني الذي يقرر فيه الملك زيوس من الذي يتلقى الامتيازات ومن لا يحصل عليها. كل من يخالف هذا التقسيم الاجتماعي هو مخالف ويجب معاقبته. يقول كراتوس أنه في ظل حكم ملك مثل زيوس، لا أحد غير زيوس نفسه حر فعلياً. يتفق هيفايستوس مع هذا التقييم.
أمر كراتوس مرارًا وتكرارًا هيفايستوس باستخدام المزيد من العنف لإلحاق أكبر قدر ممكن من الألم ضد بروميثيوس. في البداية أمر هيفايستوس بتثبيت يدي بروميثيوس على الصخرة. ثم يأمره بدق إسفين من الصلب في صدره. أخيرًا، أمره بربط ساقي بروميثيوس لشل حركته. ينتقد هيفايستوس كراتوس ويخبره أن حديثه قبيح مثل مظهره الجسدي. يجيب كراتوس بقوله: «كن لطيفًا» لا ترمي في وجهي «عنادك» و«عكارة مزاجك». بمجرد تقييد بروميثيوس، يخرج هيفايستوس وبيا وكراتوس من المسرح، وكان كراتوس آخر من غادر. قبل مغادرته مباشرة، سخر كراتوس من بروميثيوس قائلاً إنه لن يهرب أبدًا من قيوده وأنه لا يستحق اسمه. (بروميثيوس يعني «بعيد النظر» في اليونانية.) وفقًا لروبرت هولمز بيك، كان تصوير إسخيلوس للعقوبة القاسية لبروميثيوس مثالًا على كيفية معاقبة المخالفين لردع الآخرين من التعدي. في هذا التفسير، لا يُقصد من قسوة كراتوس أن يُنظر إليها على أنها مفرطة، ولكن بالأحرى باعتبارها تطبيقًا سليمًا للعدالة.